# Sebastián Setti
Sebastián Andrés Setti (Caseros, 9 febbraio 1984) è un ex calciatore argentino, di ruolo centrocampista.

## Caratteristiche tecniche
È un centrocampista centrale.

## Carriera
È cresciuto nelle giovanili dell'Argentinos Juniors, con cui ha esordito il 2 ottobre 2005 in un match vinto 1-0 contro l'Instituto (C).